# Смит, Киран
Киран Смит (англ. Kieran Smith; род. 20 мая 2000, Риджфилд, Коннектикут) ― американский пловец, бронзовый призёр летних Олимпийских игр 2020 в Токио в заплыве на 400 метров вольным стилем, чемпион мира 2022 года.

## Биография и спортивная карьера
Учился и окончил среднюю школу Риджфилд в 2018 году.
В 2016 и 2017 годах был назван лучшим пловцом года по версии CHSCA. В 2017 году прошёл квалификацию в сборную США среди юниоров и заработал серебряную медаль.
На втором курсе Смит установил 500 бесплатных рекордов Америки, NCAA, SEC и Флориды с 4: 06.32 на чемпионате SEC.
На чемпионате США на открытой воде 2021 года Смит занял 7-е место в заплыве на 5 км среди мужчин и 10 место в заплыве на 10 км.
В соревнованиях в США по отбору на Олимпийские игры в 2021 году выиграл заплыв на дистанции 400 и 200 метров вольным стилем, получив квалификацию на Олимпийские игры. Он установил новые свои личные рекорды — 3: 44,89 на 400 м вольным стилем и 1: 45,29 на 200 м вольным стилем.

## Олимпиада 2020 в Токио
На Олимпийских играх в Токио выиграл бронзовую медаль на дистанции 400 метров вольным стилем, финишировав за 3:43,94. В этом финале уступил пловцу из Туниса Ахмеду Хафнауи и австралийцу Джеку Маклафлину.